# Asclepias pseudoamabilis
Asclepias pseudoamabilis är en oleanderväxtart som beskrevs av Goyder. Asclepias pseudoamabilis ingår i släktet sidenörter, och familjen oleanderväxter. Inga underarter finns listade i Catalogue of Life.